# Major League Baseball (videójáték, 1980)
A Major League Baseball baseball-videójáték, melyet az APh Technological Consulting fejlesztett és a Mattel Electronics jelentetett meg. A játék 1980-ban jelent meg Intellivision otthoni videójáték-konzolra. A Major League Baseball a platform legkelendőbb címe, melyből több mint 1 millió példányt adtak el. A játékban a játékosok egy kilenctagú baseballcsapatot irányíthatnak egy hagyományos kilenc játékrészből álló mérkőzés során. A Mattel a játék eredeti megjelenéséhez megvásárolta a Major League Baseball licencét, azonban az egyetlen felhasznált védjegyoltalom alatt álló dolog az MLB-logó a játék borítóján, egyetlen csapat vagy játékos sem szerepel a valós nevén.
A Mattel M Network leányvállalata Super Challenge Baseball címmel egy Atari 2600-átiratot is készített, amely 1982-ben jelent meg. A játék 1986-ban World Championship Baseball címen egy felújított kiadást is kapott Intellivisionre.

## Játékmenet

Képernyőkép a játékból

A Major League Baseballban a játékosoknak több futást kell szerezniük az ellenfelüknél a mérkőzés végére. A meccsek kilenc játékrészből állnak, és egy leegyszerűsített baseballpályán játszódnak.
Az egyes játékos mindig a vendégcsapat szerepét veszi fel és a játékrészek tetején üt, míg a kettes játékos a hazai csapatot alakítja és a játékrészek alján üt. A dobó játékos a kontroller iránygombjait a nyolc kardinális irány egyike felé tolva választhatja ki a dobás típusát, mindegyik irány más dobássebességet és dobásirányt képvisel. Az ütő játékos megpróbálja játékba hozni a dobó játékos által eldobott labdát, ezzel eljutva a bázisok egyikére, hogy a következő ütőkkel is játékba hozza a labdát és a bázisfutókat bejuttassa a hazai bázisra, ezzel pontokat szerezve. Amikor a labda játékba kerül, akkor a dobó játékos a számgombokkal kiválaszthatja az irányítani kívánt védőjátékosát és megpróbálhatja elkapni a labdát, majd kiválaszthatja azt a játékost, akinek vissza akarja dobni a labdát, hogy ezzel kiejtse a bázisfutót.
Az ütő játékos előrébb araszoltathatja a futóit a bázisoktól, hogy utána megpróbáljon ellopni egy bázist, azonban a dobó játékos megpróbálhatja kiejteni a futókat.
Abban az esetben, amikor a kilencedik játékrész végén döntetlen az állás, akkor további játékrészeket lehet játszani, amíg az egyik játékos nem nyer.

### Eltérések a hagyományos baseballtól
Annak ellenére, hogy a játékban a két csapat gyakorlatilag megegyezik, azonban a szimuláció szintje a korszakra tekintettel mégis figyelemre méltó. A játékosoknak számos baseballstratégia áll rendelkezésükre, köztük a dupla- és triplajátékok, a lefutások és a szándékos séták is lehetségesek a játékban. Ezzel szemben viszont számos eltérés is van a hagyományos baseball szabályzata és a játék között. Példának okáért a találatok minden esetben földet érnek, így „fly-outokra” sincs lehetőség. Ennek ellenére hazafutást még mindig lehet ütni, amely attól függ, hogy a labda hogyan és hol lett megütve.
Egy másik változtatás, hogy az ütőjátékos pontot szerezhet a harmadik kiejtésnél, ha a bázisfutója előbb beér a hazai bázisra mint a harmadik kiejtés megtörténik. Példának okáért, ha a bázisok fel vannak töltve két kiejtett játékosnál, akkor ha az ütőjátékos játékba hozza a labdát, a harmadik bázison álló futó pontot szerezhet, ha előbb ér be a hazai bázisra, mielőtt egy másik futót kikényszerítenek valamelyik bázisnál.

## Átiratok
A Sears az MLB-licenc nélkül árusította a játékot a „Super Video Arcade” magánkiadóján keresztül, míg a Mattel M Network leányvállalata Super Challenge Baseball címmel egy Atari 2600-átiratot is készített.
 Miután a Mattel Electronics leállította az Intellivision rendszer gyártását és eladta az azokhoz kapcsolódó tulajdonait az INTV Corporationnek, a játékot Big League Baseball címmel újra megjelentették. A játék felújított változatának fejlesztését 1981-ben kezdte meg Dan Dickerson programozó Baseball II munkacímen. A Mattel 1982-ben leállította a játék fejlesztését, holott az már a végső, tesztelési fázisában járt. A Snafut is jegyző Mike Minkoff ebbe nem nyugodott bele és a munkaidején kívül elkezdte a játék debuggolását, amire a Mattel szemet hunyt, mivel All-Star Major League Baseball címmel már bejelentették a játékot. Minkoffnak a Mattel Electronics 1984 januári bezárásáig nem sikerült minden szoftverhibát kijavítania. A játék végül 1986-ban World Championship Baseball címen jelent meg és számos új funkcióval, köztük egy egyjátékos móddal is rendelkezik. A játék az Intellivision Lives! gyűjteményen és a Microsoft Game Room szolgáltásán egyszerűen Baseball címen szerepel.

## Fogadtatás
A játék kedvező kritikai és kereskedelmi fogadtatásban részesült. Bill Kunkel és Arnie Katz a Video magazin „Arcade Alley” rovatában dicsérte az irányítható védőjátékosokat és az olyan „feltűnő” bázisfutási technikákat mint a „suicide squeeze”. A valamelyest egyszerű dobóirányítást már kritizálták, valamint azt is, hogy „az összes elütött labda földet ér”, mindezek ellenére azonban kijelentették, hogy a játék „lemossa” a kor összes többi baseballjátékát. A játék a Video magazin 1982-es „útmutató az elektronikus játékokhoz” rovatában is szerepelt, ahol a magazin szerkesztői megjegyezték, hogy a játék a megjelenése óta „semmit sem vesztett a fényéből”. Suzan Prince az Electronic Fun with Computers & Games hasábján 2/5 pontot adott a játékra és kijelentette, hogy a játék Atari 2600-átirata „érdemleges befektetés a VCS-tulajdonosoknak. Ugyan nem egészen ér fel az Intellivision Major League Baseballjához, azonban több mint elegendő bármely videosport-függőnek.”
A játék Intellivision-kiadásából 1983. június 4-ig 1 085 700 példányt szállítottak le, ezzel a platform legkelendőbb játéka lett.

## Fordítás
- Ez a szócikk részben vagy egészben  a   Baseball (Intellivision video game) című angol Wikipédia-szócikk ezen változatának fordításán alapul.  Az eredeti cikk szerkesztőit annak laptörténete sorolja fel. Ez a jelzés csupán a megfogalmazás eredetét és a szerzői jogokat jelzi, nem szolgál a cikkben szereplő információk forrásmegjelöléseként.